# Fortaleza de Mimoyecques

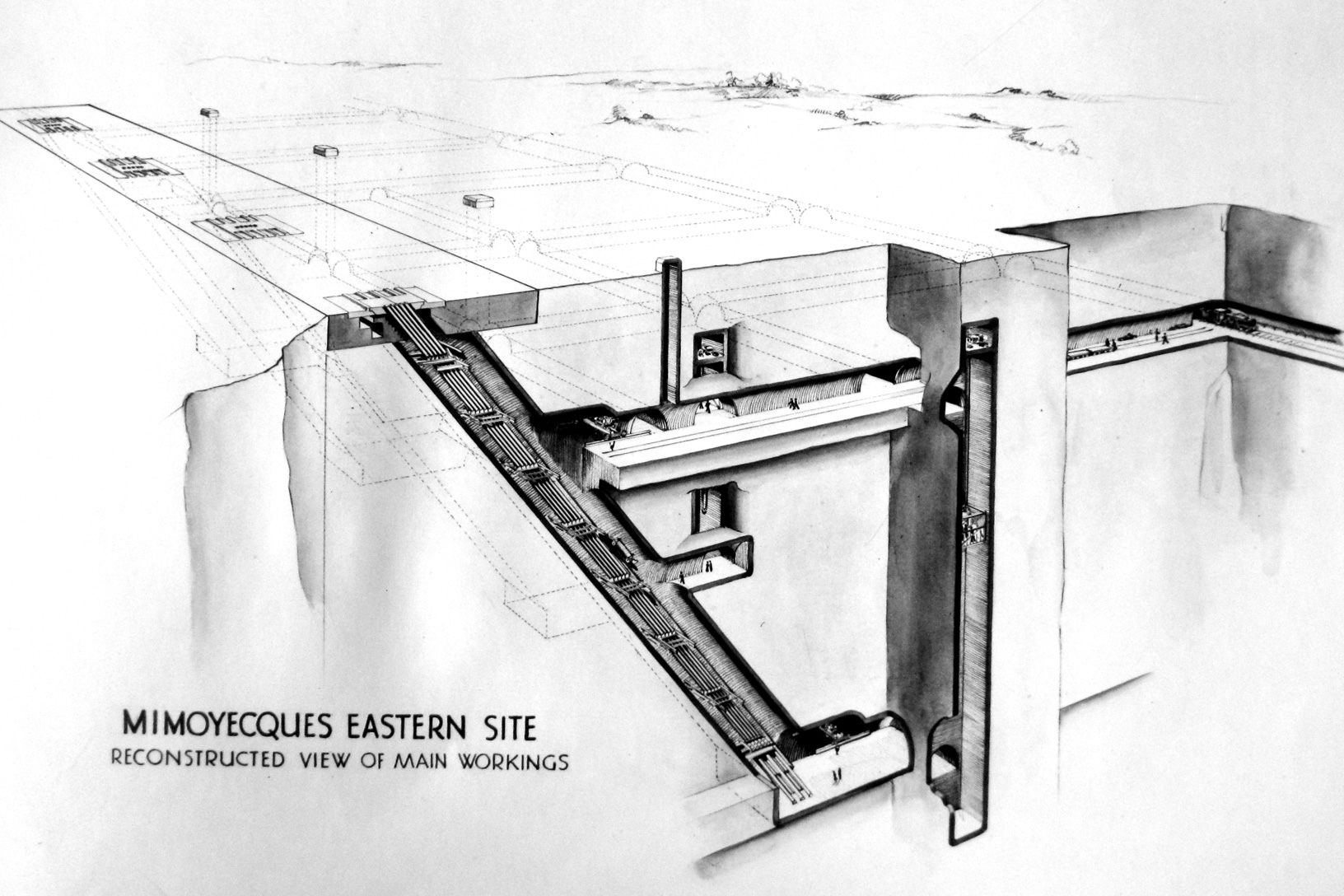
Fortaleza de Mimoyecques, França.

A Fortaleza de Mimoyecques localiza-se no distrito de Landrethun-le-Nord, vinte quilómetros a nordeste de Boulogne-sur-Mer, na França.
Trata-se de uma antiga casamata subterrânea construída pelo exército da Alemanha nazi entre 1943 e 1944.
Originalmente concebida para servir como uma base de lançamento para as bombas voadoras V3, nunca chegou a entrar em funcionamento devido à destruição provocada pelos muitos bombardeamentos levados a cabo pelos aliados.
O local foi reformado e abriu aos visitantes em 18 de abril de 2011, continuando aberto ao público até 18 de outubro de 2011.

## Visão  geral
Originalmente codinome Wiese ("Prado") ou Bauvorhaben 711 ("Projeto de Construção 711"), está localizado na comuna de Landrethun-le-Nord, na região de Pas-de-Calais, no norte da França, perto da aldeia de Mimoyecques fica a cerca de 20 quilômetros (12 mi) de Boulogne-sur-Mer. Foi construído por uma força de trabalho majoritariamente alemã, recrutada em grandes empresas de engenharia e mineração, acrescida de mão de obra escrava de prisioneiros de guerra.
O complexo consiste em uma rede de túneis escavados sob uma colina de giz, ligados a cinco poços inclinados nos quais teriam sido instalados 25 canhões V-3, todos direcionados a Londres. As armas teriam sido capazes de disparar dez projéteis explosivos semelhantes a dardos por minuto - 600 tiros a cada hora - na capital britânica, que Winston Churchill comentou mais tarde que teria constituído "o ataque mais devastador de todos". Os Aliados não sabiam nada sobre o V-3, mas identificaram o local como uma possível base de lançamento de mísseis balísticos V-2, com base em fotografias de reconhecimento e inteligência fragmentária de fontes francesas.
Mimoyecques foi alvo de intenso bombardeio pelas forças aéreas aliadas do final de 1943 em diante. As obras foram seriamente interrompidas, obrigando os alemães a abandonar as obras em parte do complexo. O resto foi parcialmente destruído em 6 de julho de 1944 pelo No. 617 Squadron RAF, que usou bombas de terremoto "Tallboy" de penetração no solo de 5.400 kg (12.000 lb) para desmoronar túneis e poços, enterrando centenas de trabalhadores escravos no subsolo.
Os alemães interromperam o trabalho de construção em Mimoyecques enquanto os Aliados avançavam pela costa após o desembarque na Normandia. Caiu para a 3ª Divisão de Infantaria canadense em 5 de setembro de 1944 sem resistência, alguns dias depois que os alemães se retiraram da área.
O complexo foi parcialmente demolido logo após a guerra por ordem direta de Churchill (e para grande aborrecimento dos franceses, que não foram consultados), pois ainda era visto como uma ameaça ao Reino Unido. Mais tarde, foi reaberto por proprietários privados, primeiro em 1969 para servir como uma fazenda de cogumelos e posteriormente como um museu em 1984. Uma organização de conservação da natureza adquiriu a Fortaleza de Mimoyecques em 2010 e La Coupole (um museu perto de Saint-Omer que abriga um antigo Base de foguetes V-2) assumiu sua gestão. Ele continua aberto ao público como um vasto complexo de museus subterrâneos.